# Meropé (Gassmann)
Meropé (v italském originále Merope) je opera seria (dramma per musica) o třech dějstvích českoněmeckého skladatele Floriana Leopolda Gassmanna na libreto Apostola Zena. Premiéru opery uvedlo v karnevalové stagioně roku 1757 benátské divadlo Teatro San Moisè.

## Vznik a charakteristika
Florian Leopold Gassmann podle svých životopisců již v mladém věku proti vůli svých rodičů opustil rodné město, aby se věnoval hudbě, a již počátkem 40. let 18. století studoval a působil v Itálii. O jeho životě a tvorbě v této době je málo zpráv, nicméně se jako skladatel postupně etabloval natolik, že mu jedno z nejvýznamnějšího italských divadel té doby, benátské Teatro San Moisè, svěřilo kompozici opery pro karnevalovou sezónu roku 1757.
Meropé patří k žánru „opera seria“, ve druhé polovině 18. století pomalu ustupujícímu ve prospěch opery buffy, tedy žánru, ve kterém později vynikl i Gassmann. Za základ textu posloužilo libreto slavného libretisty Apostola Zena, které poprvé zhudebnil již roku 1712 Francesco Gasparini a po něm desítky dalších skladatelů. Neznámý autor je však podrobil řadě úprav. Zatímco celková dramatická struktura zůstala vcelku zachována – byl jen vypuštěn krátký první obraz druhého jednání a některé výstupy byly spojeny nebo rozděleny při celkovém zkrácení a zjednodušení textu – velké změně podlehly árie. Gassmannova verze vypustila oba sbory a oba duety, takže se v ní nacházejí výlučně árie a recitativy. Přitom z 25 původních Zenových árií bylo osm vypuštěno a pět naopak přidáno, především však až na jedinou mají všechny árie jiný text než u Zena, a to i pokud vyjadřují stejný afekt.
O ohlasu a případném dalším osudu Gassmannovy první doložené opery nejsou žádné zprávy a z její hudby se zachovala pouze předehra (sinfonia) a jedna árie. Úspěch však dokládá přinejmenším skutečnost, že zahájila Gassmannovu dlouhodobou operní kariéru a Teatro San Moisè si u něj objednávalo nejméně jednu operu ročně až do skladatelova odchodu z Benátek k císařskému dvoru ve Vídni.

## Osoby a první obsazení
| osoba                                                                 | hlasový obor | premiéra (1757)                   |
| --------------------------------------------------------------------- | ------------ | --------------------------------- |
| Polyfontés (Polifonte), tyran messénský                               | tenor        | Aurelio Arrigoni Rossi            |
| Meropé (Merope), královna messénská, vdova po Kresfontovi (Cresfonte) | alt          | Cattarina Raimondi                |
| Aipytos (Epitide), její syn                                           | soprán/alt   | Margarita (Margherita) Giacomazzi |
| Traximedés (Trasimede), předseda messénské rady                       | alt          | Mariana (Marianna) Galeotti       |
| Argia, princezna z Aitólie                                            | soprán       | Vittoria Galeotti                 |
| Lykiskos (Licisco), aitólský vyslanec                                 | alt          | Angela Menegesi                   |
| Anaxandros (Anassandro), Polyfontův důvěrník                          | tenor        | Felice Crucchi                    |
| Messénští vojáci, stráže, lučištníci a lid                            |              |                                   |
| Dirigent: Florian Leopold Gassmann                                    |              |                                   |
| Choreograf: Domenico Lupis zvaný Paita                                |              |                                   |

## Děj opery

### 1. dějství
(1. obraz – Náměstí v Messénii s trůnem, uprostřed velký oltář se sochou Hérakla korunovanou snítkami topolu) Aipytos, syn krále Kresfonta a královny Meropé, se vrátil inkognito do své vlasti a hořekuje nad svým osudem; obrací se k Héraklovi, zemskému patronu a předkovi jeho rodu. Pozoruje, jak Traximedés v čele vojáků a dalších občanů vede oběť k Héraklovi. Aipytos se vyptává Traximéda a ten mu vypráví o tom, že před jedenácti lety byli zavražděni král Kresfontés a jeho synové, až na Aipyta, který byl od dětství držen jakožto rukojmí u aitólského krále Tydea. Ze dvou uchazečů o nástupnictví – Meropé a Polyfonta – byl nakonec zvolen Polyfontés. Dnešní oběť je spojena s tím, že Messénii ohrožuje divoký a zdá se nepřemožitelný kňour.

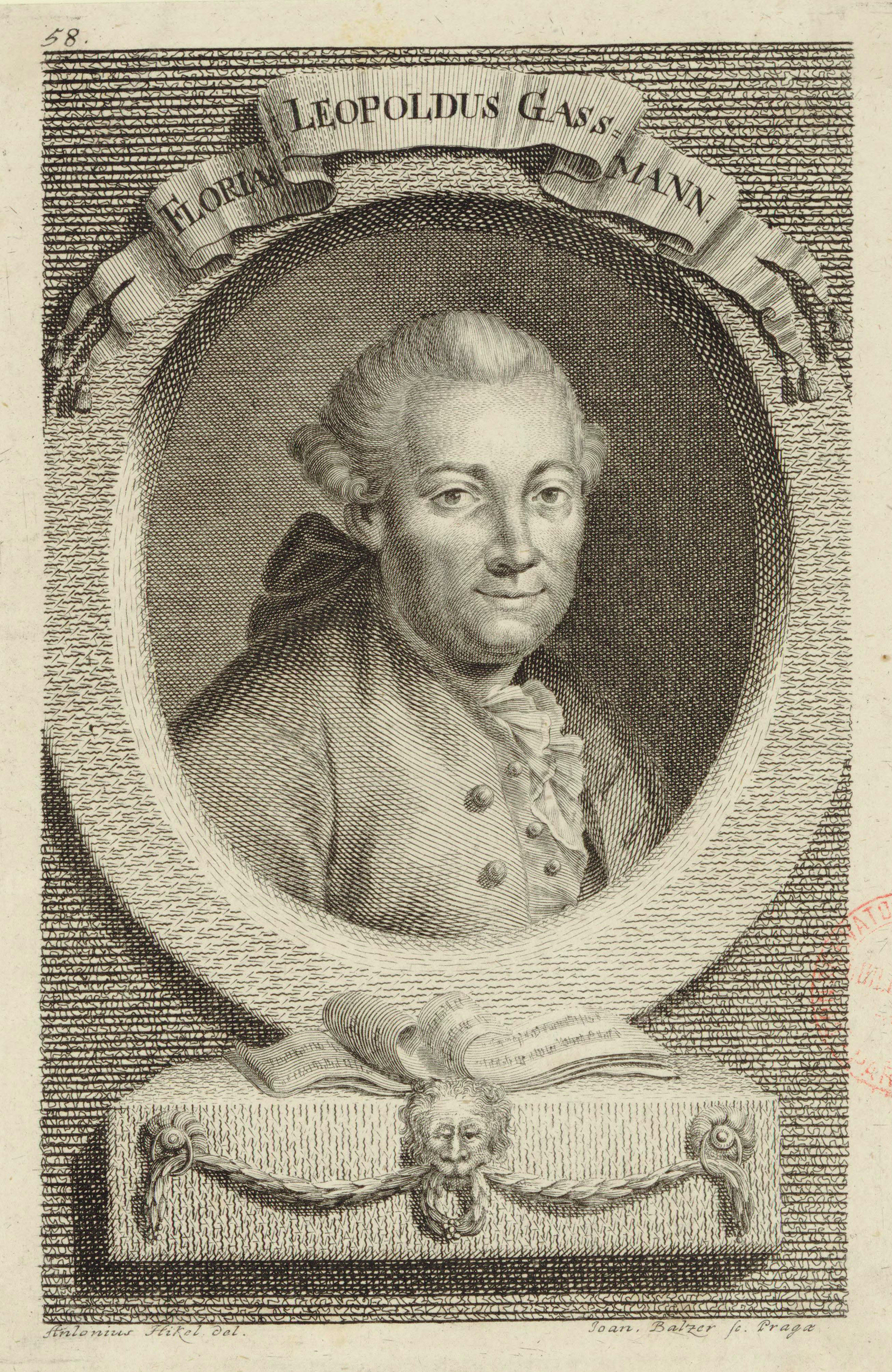
Florian Leopold Gassmann, rytina Jana Jiřího Balzera podle obrazu Antonína Hickela.

Z chrámu vychází Polyfontés a doprovodem a vstupuje na trůn. Oznamuje lidu, že bohové přijali jeho oběti, a dává Traximedovi přečíst jejich věštbu. Zní: „Messénie má dva netvory; oba dnes padnou, jeden ctností, druhý hněvem. Brzy se ve svatém svazku spojí urozená otrokyně a zbožný osvoboditel.“ Polyfontés pak vyzývá občany, aby se přihlásili do boje proti kanci. Přihlásí se Aipytos. Polyfontés se ptá, proč chce jako cizinec riskovat život pro Messénii, ale on odkazuje na péči o širší řeckou vlast. Nabízenou odměnu Aipytos odmítá, protože mu jde jen o blaho lidu (árie Dono d'amica forte).
Polyfontés vidí mezi přítomnými aitólského vyslance Lykiska a dává si ho předvolat. Traximeda pak posílá ke královně vdově. Ta mu kdysi odpřisáhla sňatek po uplynutí deseti let, což se stalo; ať se tedy připraví k obřadu. – Lykiskos přináší Polyfontovi poselství od svého krále: Polyfontés dal unést Tydeovu dceru Argii a Lykiskos ji žádá zpět. Polyfontés však odpovídá, ať si pro ni Aitólané přijdou s vojskem. Lykiskos rovněž zmiňuje, že Aipytos v aitólském zajetí zemřel. Polyfontés se potají raduje, navenek však předstírá žal nad posledním potomkem Héraklova rodu (árie Trà l'angoscia, e lo spavento). Lykiskos však ví, že Aipytos je naživu a vydal se do Messénie získat své dědictví a svrhnout tyrana. Lykiskos mu chce být nápomocen (árie Sia che il tiranno scendere).
(2. obraz – Vnitřek královského paláce s tajnými dveřmi) Meropé si zoufá, že by se měla provdat za nenáviděného Polyfonta, o němž je přesvědčena, že způsobil smrt jejího manžela i synů a navíc dal rozšířit pomluvy obviňující ze zosnování tohoto činu ji. Traximedés, který je do ní tajně zamilován, jí přináší rozkaz připravit se ke svatebnímu obřadu, ale ví, že se Meropé Polyfonta štítí. Meropé mu připomíná věrnost, kterou kdysi přísahal Kresfontovi, a pověřuje ho, aby vypátral zmizelého králova vraha Anaxandra, který musí její nevinu potvrdit. Traximedés jí děkuje za důvěru a slibuje, že úkol vyplní (árie Io già sento nel mio petto).
Meropé si stěžuje Argii. I ta sdílí královninu vyhlídku na nucený sňatek: podle věštby si musí vzít kňourova přemožitele, přestože ve své vlasti slíbila svou ruku Aipytovi. Když přijde Polyfontés, Argia vůči němu trvá na tom, že ani králové, ani bohové jí nemohou sňatek vnucovat; ona je svobodná a bude milovat, koho si sama zvolí (árie Voglio amar, che più mi piace). Odejde s pýchou. Polyfontés se neznepokojuje a nechává její srdce v rukou bohů, zato Meropé upomíná na její slavnostní přísahu a požaduje její ruku. Meropé Polyfontovi dává jasně najevo, že se jí hnusí, a obviňuje ho z účasti na vraždě jejího manžela a synů. Polyfontés poznamenává, že vrahem byl Meropin vlastní sluha Anaxandros, ale Meropé si stojí na svém. To však Polyfontovi nevadí a trvá na tom, aby královna splnila svou přísahu. Té nezbývá než se podvolit, ale varuje Polyfonta, že její nenávist k němu tím jen vzroste, a bere si za svědky Lítice, svár, nenávist, smrt a hrůzu (árie Barbaro traditor).
Když všichni ostatní odejdou, Polyfontés otevře dveře do tajné komory, v níž jedenáct let drží Anaxandra. Ten je ochoten udělat cokoli, aby se králi zavděčil a dostal na svobodu – například jet to Aitólie zabít Aipyta. To podle Polyfonta již není třeba, ale nařídí Anaxandrovi obvinit ze zosnování dávné královraždy Meropé. Anaxandros mu to slibuje a o samotě v sobě potlačuje zbytky svědomí, aby tento slib vyplnil, ač tuší hrozné následky (árie Veggo il ciel turbato, e nero).

### 2. dějství
(1. obraz) Aipyto zabil kance. Polyfontés mu jménem Messénie děkuje, ale Aipytos – který se představuje pod jménem Kleón – se jeho objetí vyhýbá, zato však políbí ruku Meropé. Meropé přitom cítí hnutí srdce, ale Polyfontés žádá o vysvětlení. „Kleón“ vysvětluje, že pochází z Aitólie a cestou na rozcestí mezi Delfami a Daulidou našel umírajícího mladíka zraněného lupiči. Ten mu svěřil drahocenný opasek a prsten a pověřil ho, aby je donesl do Messénie královně Meropé a políbil jí ruku. Meropé ho vyslýchá o podrobnostech, a když se do nich „Kleón“ zaplete, vysloví podezření, že on sám zabil jejího syna. Polyfontés si z toho nic nedělá, znovu děkuje mladíkovi a oznamuje mu, že se ihned budou konat zásnuby s dívkou, kterou mu bohové přisoudili (árie Quella che il ciel ti diede). 
Aipytos je zmatený; je mu líto, že svou zprávou způsobil matce bolest, ale nechápe její reakci a navíc chce uniknout neočekávaným zásnubám, protože miluje jen Argii. Ale Lykiskos ho uklidňuje: ať důvěřuje osudu, miluje svou matku i svou milenku a vše se vyjasní (árie Dimmi d'amar la madre). Aipytos z toho není o nic moudřejší a v jeho nitru se svářejí různé pocity – nenávist, msta, ale především láska (árie Non ho più pace).
Traximedés potvrzuje Meropé, že Anaxandros se objevil a sám se mu vydal. Meropé ho nechává předvést strážemi. Anaxandros se k vraždám přiznává, ale podrobnosti o činu a o jeho objednateli chce vyjevit až při veřejném soudu. Je odveden a Traximedés se chystá vyjevit královně svou lásku – ale nakonec ztrácí odvahu a odchází (téměř) mlčky (árie Vorrei… Ma oh Dio non posso). Meropé dobře chápe, co měl Traximedés na srdci, ale její myšlenky jsou jinde – u bolesti nad ztrátou posledního dítěte a u prudké touhy po pomstě na údajném vrahovi Kleontovi (árie Un' aura soave).
(2. obraz – Sál s trůnem a sedadly) Argia si oddechla; už ví, že její milovaný Aipytos není mrtvý, ale je v Messénii pod jménem Kleón. Aipytos vstupuje, pokouší se svou totožnost zapírat a představuje se jako Argiin bohy přisouzený snoubenec Kleón. Ale Argia odpovídá, že bohové jí nemají co poroučet a ona miluje jen Aipyta. Ten je tedy nucen vzdát se inkognita, ale prosí Argii, aby ho neprozradila. Argia souhlasí a plesá (árie Un raggion di speme).
Meropé svolává k soudu: schází se lid messénský, přítomni jsou i Traximedés, Lykiskos a Aipytos. Traximedés žádá krále, aby soud vedl, ale Polyfontés poukazuje na to, že je sám stranou sporu. Proto sestupuje z trůnu mezi ostatní: ať na konci soudu spravedlivý obdrží korunu a viník přijde o hlavu. Je předveden Anaxandros a přiznává se ke zločinu, ale – přestože se ho královna snaží zadržet – za strůjce Kresfontovy vraždy označuje Meropé, on prý byl pouhým jejím sluhou a vykonavatelem jejích rozkazů. Polyfontés má věc za prokázanou a odsuzuje Meropé k trestu. Ta zuří a tvrdí, že Anaxandros je lhář a Polyfontés pravý viník (árie Un' empio m'acccusa).
Polyfontés nařizuje okamžitý výkon trestu. Aipytos vystupuje a vyzývá Messéňany, aby nevěřili obvinění usvědčeného vraha a bránili svou nevinnou a nešťastnou královnu; snaží se je o tom přesvědčit přirovnáním milosrdenství k poletujícímu slavíkovi (árie L'uscignol di fronda in fronda). Polyfonta Aipytova zjevně neúspěšná snaha neznepokojuje. Pověřuje Traximeda uspořádáním Meropiny popravy a sám si bere na starost Anaxandrovu. Pak s odsouzencem hovoří o samotě: Anaxandros ho varuje, že jeho trůn není pevný, protože v „Kleontovi“ poznal Aipyta. Polyfontés mu za prokázané služby slibuje volnost a odměnu, zatím ho však prý musí naoko ponechat v okovech. Anaxandros mu nedůvěřuje a pronásledují ho výčitky svědomí (árie Mi parca del porto in seno).

### 3. dějství
(1. obraz – Vzdálený kout zahrady) Polyfontés hovoří s Argií a poznamenává, že rychle změnila názor: nyní si chce kňourobijce vzít, ač to ještě před chvílí odmítala. Argia hledá vysvětlení, ale Polyfontés ji upokojuje; i on ví, že „Kleón“ je ve skutečnosti Aipytos, a je jejich sňatku nakloněn. Žádá jen Argii, aby nic neříkala Meropé – ta již objednala smrt svých ostatních synů a mohla by ublížit i Aipytovi. Argia mu to uvěří (árie Dar la morte al caro bene). Pak Polyfontés nechává přivést Anaxandra; nyní již ho nepotřebuje, ba mohl by mu být nebezpečný, proto ho dává přivázat ke stromu a nařizuje lučištníkům, aby vykonali nad královrahem již dříve vynesený rozsudek smrti (árie Cada quell' empio). Po jeho odchodu je však přeruší Lykiskos, pod záminkou, že trvá na veřejné Anaxandrově popravě. Anaxandros je odveden v poutech zpět k soudu a mezi zuby přísahá pomstu zrádnému tyranovi (árie Non è la mia speranza).
(2. obraz – Komnaty Meropé) Meropé obdržela dopis od Polyfonta. Aby jí prý před smrtí prokázal milost, posílá k ní Kleonta, vraha jejího syna, aby s ním naložila podle své vůle. Meropé se raduje a pověřuje Traximeda, aby vraha zabil. Traximedés jí chce před její smrtí vyznat lásku, ale Meropé mu to zakáže s odvoláním na svou ctnost. Traximedés zklamaně odchází vykonat její rozkaz (árie Per conforto a tanti guai).
K Meropé přivádějí „Kleonta“. Královna mu oznamuje jeho nadcházející smrt jako trest za vraždu Aipyta. Aipytos se ji snaží přesvědčit, že to je on, její syn, a volá za svědkyni Argii. Ta však, pamětliva Polyfontova varování, před Meropé Aipyta zapírá. Meropé ho s opovržením posílá pryč a Aipytos se zoufalstvím a výčitkami Argii odchází (árie Sposa, no mi conosci). Když však následně Meropé zmiňuje, že „Kleón“ už je po smrti, Argia zbledne a přiznává pravdu. Meropé se na ni zlobí a běží Traximeda zastavit, ale zadrží ji Polyfontés. Vzápětí přichází Traximedés sám oznámit, že královnin rozkaz vyplnil. Meropé zoufá, obviňuje Polyfonta z podvodu a Traximeda z vraždy. Traximedes se ohrazuje a Polyfontés jí připomíná, že vinu za Aipytovu smrt nese především ona a že ji ostatně brzy odpyká spolu s dalšími zločiny. Meropé se pak oddává své bolesti (recitativ a árie Sei dolor! sei furor! … Ombre amate, che forse tacendo).
Traximedés hlásí Polyfontovi, že vše je připraveno k potrestání viníka. Polyfontés očekává příchod Meropé v poutech, ale ta se objeví volná; s ní nejen Aipytos, ale i Anaxandros spolu s dalšími Messéňany. Místo Meropé je na okamžitou smrt odváděn Polyfontés. Aipytos a Traximedés pak vysvětlují, že díky Anaxandrově doznání se vše dozvěděli včas, jen to Traximedés nemohl prozradit dříve v Polyfontově přítomnosti. Anaxandros žádá o smrt, ale Aipytos jeho trest zmírňuje na vyhnanství a nastupuje na trůn v objetí své nevěsty a své matky jako ten, kdo zbavil Messénii dvou netvorů.